# Ralph Siewert
Ralph Paul "Sky" Siewert (Bloomfield Hills, Míchigan; 31 de diciembre de 1923 - Mount Clemens, Míchigan; 21 de noviembre de 1990) fue un jugador de baloncesto estadounidense que disputó una temporada en la BAA en dos equipos diferentes. Con 2,16 metros de estatura, jugaba en la posición de pívot.

## Trayectoria deportiva

### Universidad
Jugó durante su etapa universitaria con los Tigers de la Universidad de Dakota Wesleyan, siendo el único jugador hasta la fecha de dicha institución en llegar a jugar en la BAA o la NBA.

### Profesional
Debutó en la recién creada BAA con la temporada 1946-47 ya avanzada, con los St. Louis Bombers, con los que jugó 7 partidos en los que únicamente anotó 4 puntos, con 1 de 13 en lanzamientos a canasta, a pesar de ser el hombre más alto del equipo.
En el mes de febrero fue traspasado a los Toronto Huskies, donde no le fue mucho mejor, acabando la temporada promediando 1,1 puntos por partido.

#### Estadísticas en la BAA

##### Temporada regular
| Temporada | Edad | Equipo            | Liga | Pos. | P  | TIT | MIN | TC  | TCA | %TC  | 3P | 3PA | %3P | TL  | TLA | %TL  | R.OF. | R.DEF. | REB | ASIS | ROB | TAP | PER | FP  | PTS |
| 1946-47   | 23   | TOTAL             | BAA  |      | 21 |     |     | 0.3 | 2.1 | .136 |    |     |     | 0.4 | 0.7 | .533 |       |        |     | 0.2  |     |     |     | 0.9 | 1.0 |
| 1946-47   | 23   | St. Louis Bombers | BAA  |      | 7  |     |     | 0.1 | 1.9 | .077 |    |     |     | 0.3 | 0.7 | .400 |       |        |     | 0.0  |     |     |     | 1.1 | 0.6 |
| 1946-47   | 23   | Toronto Huskies   | BAA  |      | 14 |     |     | 0.4 | 2.2 | .161 |    |     |     | 0.4 | 0.7 | .600 |       |        |     | 0.3  |     |     |     | 0.7 | 1.1 |
| Total     |      |                   | BAA  |      | 21 |     |     | 0.3 | 2.1 | .136 |    |     |     | 0.4 | 0.7 | .533 |       |        |     | 0.2  |     |     |     | 0.9 | 1.0 |